# Force tactique terrestre et aérienne des Marines
Une Force tactique terrestre et aérienne des Marines (en anglais Marine Air-Ground Task Force - MAGTF, prononcé MAG-TAF) est un terme utilisé par le Corps des Marines des États-Unis pour décrire l'organisation principale de toutes les missions dans la gamme des opérations militaires. Les MAGTF sont une organisation équilibrée air-sol et interarmes des forces du Corps des Marines sous un seul commandant qui est structurée pour accomplir une mission spécifique. Le MAGTF a été officialisé par la publication de l'ordonnance 3120.3 du Corps des Marines en décembre 1963 Le Corps des Marines dans la Défense Nationale, MCDP 1-0. Il est précisé : 
Une force opérationnelle air-sol marine avec un quartier général air-sol distinct est normalement formée pour les opérations de combat et les exercices d'entraînement dans lesquels d'importantes forces de combat de l'aviation marine et des unités terrestres marines sont incluses dans l'organisation des tâches des forces marines participantes. 
Depuis la Seconde Guerre mondiale, dans de nombreuses crises, le Corps des Marines des États-Unis a déployé des forces de projection, avec la capacité de se déplacer à terre avec une durabilité suffisante pour des opérations prolongées. Les MAGTF offrent depuis longtemps aux États-Unis un large éventail d'options d'intervention lorsque les intérêts américains et alliés ont été menacés et dans des situations non liées au combat qui nécessitent une réponse critique. L'engagement sélectif, opportun et crédible des unités air-sol a, à de nombreuses reprises, contribué à ramener la stabilité dans les régions de déploiement et envoyé des signaux dans le monde entier que les États-Unis sont prêts à défendre leurs intérêts, et sont en mesure de le faire avec une force puissante et avec un très faible délais de prévenance. 

## Composition
Les quatre éléments principaux d'une force opérationnelle air-sol des Marines sont les suivants: 
- L'élément de commandement (CE), une unité de quartier général organisée en un groupe de quartier général (HQ) MAGTF (dimensionné pour une MEU, MEB, MEF), qui exerce le commandement et le contrôle (gestion et planification des troupes, renseignement, opérations et  formation, fonctions logistiques) sur les autres éléments du MAGTF. Le groupe HQ comprend les détachements, les compagnies et les bataillons de communications, de renseignement, de surveillance et d'application de la loi (c.-à-d. la police militaire), ainsi que les pelotons, détachements et compagnies de reconnaissance (Force Reconnaissance) et de liaison (ANGLICO).
- L'élément de combat au sol (GCE), composé principalement d'unités d infanterie (bataillons d'infanterie organisés en équipes de débarquement de bataillon, équipes de combat régimentaires et divisions marines). Ces organisations contiennent une unité de commandement qui assure le commandement et le contrôle (gestion et planification des troupes, renseignement, opérations et  formation, fonctions logistiques) ainsi que des éclaireurs/tireurs d'élite, liaison aérienne/contrôleur aérien avancé, défense NBC, communications, service (fourniture, transport motorisé, entretien des armes et salle à manger), et le personnel médical ainsi que le personnel du corps de l'aumônerie. Le GCE comprend également des unités d'appui au combat, notamment de l'artillerie, des blindés (chars, véhicules d'assaut amphibies et véhicules de reconnaissance blindée légers), des sapeurs du génie (y compris les NEM) et des unités de reconnaissance. Au niveau de la division, le GCE comporte également un soutien limité aux services de combat organiques, y compris une compagnie de transport, une compagnie de police militaire ainsi que la musique de la division.
- L'élément de combat aérien (ACE), qui contribue à la puissance aérienne du MAGTF, comprend tous les aéronefs (voilure fixe, hélicoptères, tiltrotor et UAV) et les unités de soutien à l'aviation. Les unités sont organisées en détachements, escadrons, groupes et ailes, à l'exception des unités de défense aérienne à basse altitude, qui sont organisées en pelotons, détachements, batteries et bataillons. Ces unités comprennent des pilotes, des officiers de bord, des équipages, la logistique aéronautique (maintenance des aéronefs, l'électronique aéronautique, les munitions aériennes et les fournitures aéronautiques) et le personnel du corps médical et d'aumônerie de l'aviation de la Marine, ainsi que des unités de défense aérienne au sol et les unités nécessaires. pour le commandement et le contrôle (gestion et planification des personnels, du renseignement, des opérations et de la formation et des fonctions logistiques), le commandement et le contrôle aéronautiques (commandement aérien tactique, le contrôle de la défense aérienne, le contrôle de l'appui aérien et le contrôle du trafic aérien), les communications et le soutien au sol de l'aviation (p. ex., services d'aérodrome, ravitaillement en carburants / avions, sauvetage en cas de collision, soutien à la construction et aux services publics, NEM, transport motorisé, fourniture et entretien d'équipement au sol, sécurité locale / application de la loi et musique de l'air).
- L'élément de combat logistique (LCE), organisé en bataillons, régiments et groupes, possède son propre élément de quartier général pour le commandement et le contrôle (gestion et planification des personnels, du renseignement, des opérations et de la formation et des fonctions logistiques) de ses unités subordonnées et contient les éléments suivants: la majorité des unités de soutien aux services de combat pour le MAGTF, y compris le transport routier lourd, l'approvisionnement au sol, le soutien, la maintenance des équipements et les unités médicales et dentaires avancées, ainsi que certains groupes spécialisés tels que la livraison aérienne, les NEM et le soutien à l'atterrissage.

Les SEABEES de la marine font également partie du MAGTF.  
Les quatre éléments principaux décrivent les types de forces nécessaires et non de véritables unités ou commandements militaires. La structure de base du MAGTF ne varie jamais, bien que le nombre, la taille et le type d'unités du Corps des Marines composant chacun de ses quatre éléments dépendra toujours de la mission. La flexibilité de la structure organisationnelle permet d'affecter un ou plusieurs MAGTF subordonnés. 

## Les types

### Marine Expeditionary Force (MEF)
Une Marine Expeditionary Force (MEF), commandée par un lieutenant-général, est composé d'un quartier général du MEF (MEF HQG), d'une division de Marines (MARDIV), d'une escadre aérienne de Marines (MAW) et d'un groupe logistique de Marines (MLG). 
À des fins de comparaison, par rapport à d'autres forces de combat terrestres et aériennes américaines, le MEF HQG peut être considéré à peu près comme un quartier général de corps d'armée qui contient également une brigade de surveillance du champ de bataille (BfSB) ou brigade d'amélioration de la mobilité (MEB de l'armée). Cette comparaison est basée sur le fait que le MEF HQG contient plusieurs des éléments clés du BSB et du MEB de l'armée comme le commandement, le renseignement, la police militaire, le bataillon de transmissions et la compagnie de reconnaissance. 
La MARDIV, qui comprend deux ou trois régiments d'infanterie, un régiment d'artillerie et plusieurs bataillons blindés distincts (c.-à-d. chars, véhicules d'assaut amphibies, etc.) et d'autres bataillons d'appui au combat (reconnaissance, sapeurs de combat et quartier général) est environ l'équivalent d'une division d'infanterie légère de l'armée américaine organisée avec trois équipes de combat de brigade d'infanterie (brigade combat team), une division d'artillerie (DIVARTY), une brigade de soutien de division, un bataillon de quartier général, et renforcée par une équipe de combat de brigade blindée (ABCT). Un bataillon de chars d'une MARDIV a moins de chars qu'un ABCT, avec 58 chars contre 90, respectivement. Le bataillon de véhicules amphibies d'assaut (AAV) MARDIV compte quatre compagnies de 42 AAV chacun et est capable de transformer un régiment d'infanterie de marine en un force d'infanterie mécanisée amphibie. 
Le MAW, avec ses groupes d'avions (MAG) et ses groupes de contrôle aérien (MACG), est comparable à une force aérienne numérotée de l'US Air Force (USAF) composée d'un mélange de plusieurs escadres de l'USAF et des brigades de l'aviation de combat des États-Unis (nominalement au moins deux de chaque).  
Enfin, le MLG et ses régiments de logistique organique sont les équivalents organisationnels et fonctionnels de l'USMC d'un USA Sustainment Command (Expeditionary) et de ses brigades de maintien en condition. 
La MEF, dont la taille varie, est capable de mener des missions dans toute la gamme des opérations militaires et de subvenir à ses besoins et à se maintenir en place jusqu'à 60 jours dans un environnement expéditionnaire austère. Par exemple, la I Marine Expeditionary Force (I MEF) est composée du Groupe du quartier général de la I MEF, de la 1re Division des Marines, de la 3e escadre aérienne des Marines  et du 1er Groupe logistique des Marines, tous basés sur la côte ouest. Deux déploiements notables d'une MEF entière ont eu lieu avec le déploiement de la I Marine Expeditionary Force à l'appui des opérations Desert Shield et Desert Storm. La MEF se composait des 1re et 2e divisions de Marines ainsi que des unités aériennes et de soutien considérables. La MEF a également été déployée en Somalie en décembre 1992 pour l'opération de secours humanitaire dans ce pays ainsi que pour le déploiement au Koweït à partir de 2002 et pour participer à l'invasion de l'Irak en 2003 . 
Les trois forces expéditionnaires des Marines sont: 
- I Marine Expeditionary Force situé au camp Pendleton, en Californie
- II Marine Expeditionary Force situé au camp Lejeune, Caroline du Nord
- III Marine Expeditionary Force situé au camp Courtney, Okinawa, Japon

### Marine Expeditionary Brigade (MEB)
Une Marine Expeditionary Brigade (MEB) est plus grande qu'une Marine Expeditionary Unit (MEU) mais plus petite qu'une MEF. La MEB, qui varie en taille, est capable de mener des missions dans toute la gamme des opérations militaires et de tenir en autonomie pendant 30 jours dans un environnement expéditionnaire austère. Il est construit autour d'un régiment d'infanterie renforcé désigné comme une équipe de combat régimentaire (RCT). Un groupe aéronaval composite et un régiment de logistique de combat (CLR), anciennement connu sous le nom de groupe de soutien au service de brigade, tous commandés par un commandement de la taille d'un bataillon appelé groupe de commandement de MEB. La MEB est commandée par un officier général (soit un général de division soit un général de brigade). Elle est organisée en fonction des tâches pour répondre aux exigences d'une situation spécifique. Elle peut fonctionner dans le cadre d'une force opérationnelle interarmées, comme échelon principal d'une MEF, ou seule. 
- 1re brigade expéditionnaire des Marines
- 2e brigade expéditionnaire des Marines
- 3e brigade expéditionnaire des Marines
- 4e brigade expéditionnaire des Marines (anti-terroriste)
- 5e brigade expéditionnaire des Marines
- 7e Marine Expeditionary Brigade
- 9e brigade expéditionnaire des Marines

### Marine Expeditionary Unit (MEU)
Le plus petit type des MAGTF est la Marine Expeditionary Unit (MEU) Special Operations Capable (SOC), désignée comme MEU (SOC) et commandée par un colonel. La MEU est capable de mener des missions d'opérations spéciales limitées, spécialisées et sélectionnées et de vivre en autonomie pendant 15 jours dans un environnement expéditionnaire austère. La MEU est basée sur un bataillon d'infanterie de marine renforcé, désigné comme une équipe de débarquement de bataillon (BLT), soutenue par une escadrille de tiltrotors basculants (VMM). Cette escadrille contient à la fois des aéronefs à voilure fixe et à voilure tournante et des détachements de soutien d'aviation, ainsi qu'un bataillon de logistique de combat (CLB), tous commandés par un groupe de quartier général de MEU. 
Il y a généralement trois MEU attribuées à chacune des flottes de la marine américaine de l'Atlantique et du Pacifique, avec une autre MEU basée à Okinawa. Pendant qu'une MEU est en déploiement, une MEU s'entraîne à se déployer et une autre est au repos. Chaque MEU est capable d'effectuer des opérations spéciales, bien que la définition de l'USMC ne soit pas cohérente avec celle de SOCOM. Ils ne sont pas considérés comme une unité d'opérations spéciales par le ministère de la Défense. 
- 11e Marine Expeditionary Unit
- 13e Marine Expeditionary Unit
- 15e Marine Expeditionary Unit
- 22e Marine Expeditionary Unit
- 24e Marine Expeditionary Unit
- 26e Marine Expeditionary Unit
- 31e Marine Expeditionary Unit